# Bimbresso
Bimbresso est un village situé dans la sous-préfecture et commune de Songon dans le district autonome d'Abidjan, en Côte d'Ivoire. Le village abrite un centre de service civique, inauguré en 2017, pour la formation et la rescolarisation des jeunes,.